# Teobromin
Teobromin är en naturligt förekommande centralstimulerande substans, som återfinns huvudsakligen i kakaobönor. Teobromin är besläktat med koffein och teofyllin men ger svagare effekter än dessa.

## Egenskaper
Teobromin är ett derivat av purin. I rent tillstånd saknar teobromin lukt och har en något bitter smak.

## Giftighet
Teobromin är starkt toxiskt (giftigt) för många djur, bland annat för hundar och katter eftersom de till skillnad från människan saknar det enzym som bryter ner teobromin. Störst är faran för hunden, eftersom katten sällan får i sig så stor mängd som behövs för att förgiftning ska inträffa. 
Oftast får djuret i sig teobromin genom choklad, och hur allvarligt läget kan bli beror på kakaohalten. Ju högre kakaohalt, desto farligare. I värsta fall avlider djuret som följd av kramper, kräkningar, kraftiga svettningar, m.m. Omedelbar veterinärvård krävs vid symptom på teobrominförgiftning.